# 小行星1181
小行星1181（1181 Lilith）是一颗围绕太阳公转的小行星。1927年2月11日，班傑明·葉霍夫斯基在阿尔及尔发现了此天体。
該小行星以法國作曲家莉莉·布朗熱命名。
这颗小行星的绝对星等为156.52354等。